# 穆什卡里夫
48°47′16″N 25°49′43″E / 48.78778°N 25.82861°E
穆什卡里夫（烏克蘭語：Мушкарів），是烏克蘭的村落，位於該國西部捷爾諾波爾州，由喬爾特基夫區負責管轄，面積0.67平方公里，海拔高度192米，2001年人口161，人口密度每平方公里238.9人。